# 高木正夫
高木 正夫（たかぎ まさお、1890年（明治23年）1月10日 - 1973年（昭和48年）1月26日）は、大正から昭和期の鉄道官僚、政治家。参議院議員。

## 経歴
和歌山県和歌山市出身。広島高等師範学校を経て、1922年（大正11年）京都帝国大学経済学部を卒業。同年鉄道省に入省し大臣官房書記に任じられ、1923年（大正12年）12月、高等試験行政科試験に合格した。
以後、大阪鉄道局大阪運輸事務所長、門司鉄道局運輸部長、鉄道省陸運監理官、東京鉄道局事業部長などを歴任。その間、学習院助教授を務めた。1938年（昭和13年）4月に退官して日本通運理事に就任し、大阪支店長、常務取締役などを務めた。
1950年（昭和25年）6月の第2回参議院議員通常選挙に全国区から無所属で出馬して当選し、緑風会に所属して参議院議員に1期在任した。この間、参議院運輸委員長などを務めた。その後、第4回通常選挙に立候補したが落選した。
また、豊国自動車社長に就任した。

## 著書
- 『郷土主義・労作主義学級経営の実際』森兵林館、1932年。NDLJP:1090759。